# NGC 3288
NGC 3288 é uma galáxia espiral barrada (SBbc) localizada na direcção da constelação de Ursa Major. Possui uma declinação de +58° 33' 22" e uma ascensão recta de 10 horas, 36 minutos e 25,5 segundos.
A galáxia NGC 3288 foi descoberta em 9 de Abril de 1793 por William Herschel.